# Kew Gardens – Union Turnpike
Kew Gardens – Union Turnpike – stacja metra nowojorskiego, na linii E i F. Znajduje się w dzielnicy Queens, w Nowym Jorku i zlokalizowana jest pomiędzy stacjami Briarwood – Van Wyck Boulevard i 75th Avenue. Została otwarta 31 grudnia 1936.